# André Deutsch
Pour les articles homonymes, voir Deutsch.
André Deutsch (1917-2000) est un éditeur britannique du XXe siècle. 
Il est né à Budapest en Hongrie. Il fonde une première maison d'édition, Allan Wingate Ltd, puis André Deutsch Ltd, en 1952 à Londres, qui publia les œuvres de plusieurs auteurs majeurs tels que Jack Kerouac, Norman Mailer, V. S. Naipaul, W. Andrew Robinson (en), Philip Roth, John Updike et George Mikes.
En 1989, il reçoit l'Ordre de l'Empire britannique. 
André Deutsch est mort le 11 avril 2000, à l'âge de 82 ans.
Sa compagnie avait été achetée par Video Collection International Plc, puis revendue à Carlton Publishing Group. En avril 2019, Welbeck Publishing Group rachète Carlton. En 2022, Welbeck est racheté par Hachette Livre.